# Поттиевые (порядок)
Поттиевые (лат. Pottiales) — порядок мхов класса Листостебельные мхи (Bryopsida). Преимущественно наземные мхи, образующие дерновинки. Листья от ланцетных до языковидных, однослойные, реже двуслойные в верхней части, с мощной жилкой. Перистом простой, из 16 зубцов, на низкой или, напротив, очень высокой трубчатой основной перепонке.
Объём порядка — более 1500 видов в 6 семействах.

## Ареал и среда обитания
Поттиевые распространены по всему миру, преимущественно в областях с засушливым климатом, где обитают на почве и скалах.

## Особенности
Стебель, как правило, вертикальный и не очень ветвистый. Листья овальные или лопатообразные.
Широко распространено вегетативное размножение выводковыми телами, реже выводковыми и ломкими листьями.

## Систематика
В классификации, предложенной Goffinet B. и W. R. Buck в 2006 году, порядок включает 4 семейства:
- Mitteniaceae, монотипное с монотипным родом включающим вид — Mittenia plumula (Mitt.) Lindb.
- Pleurophascaceae, монотипное с монотипным родом включающим вид — Pleurophasum grandiglobum
- Pottiaceae — Поттиевые, включает 45 родов
- Serpotortellaceae, монотипное; род Serpotortella включает два вида

## Охрана
Некоторые виды являются очень редкими и подлежат охране (например, Bryoerythrophyllum caledonicum, вид из Шотландии).